# Pelike
Pelike er en antik græsk vasetype, som minder om en amfora og blev brugt til at opbevaring af forskellige madvarer og væsker.
En pelike har to åbne, lodrette hanke som følger kroppens linje. Halsen er smal, åbningen vid, og kroppen er sammensunket og ofte næsten kugleformet. Mens en amfora ofte har en spids bund, har en pelike en flad, vid base, som gør den stabil. Formen opstod i Athen omkring 1000 f.Kr.